# Фалилеево (Кингисеппский район)
Фалиле́ево (фин. Ahokylä) — деревня в Кингисеппском районе Ленинградской области, административный центр Фалилеевского сельского поселения.

## История
Впервые упоминается в Писцовой книге Водской пятины 1500 года как деревня Фалелеево в Егорьевском Ратчинском погосте Ямского уезда.
Затем как деревня Fallileieua by в Ратчинском погосте в шведских «Писцовых книгах Ижорской земли» 1618—1623 годов.
На карте Ингерманландии А. И. Бергенгейма, составленной по шведским материалам 1676 года, она обозначена как деревня Tallilöva.
На шведской «Генеральной карте провинции Ингерманландии» 1704 года — как деревня Fallilova.
Как деревня Фалилова она обозначена на «Географическом чертеже Ижорской земли» Адриана Шонбека 1705 года.
Деревня Фалелеево упомянута на карте Ингерманландии А. Ростовцева 1727 года.
На карте Санкт-Петербургской губернии Ф. Ф. Шуберта 1834 года обозначена деревня Фалелеева, состоящая из 64 крестьянских дворов.

ФАЛЕЛЕЕВО — деревня принадлежит гвардии поручику барону Фридрихсу, число жителей по ревизии: 174 м. п., 210 ж. п. (1838 год)

В пояснительном тексте к этнографической карте Санкт-Петербургской губернии П. И. Кёппена 1849 года она записана как деревня Ahokylä (Фалелеева) и указано количество населяющих её савакотов на 1848 год: 6 м. п., 10 ж. п., всего 16 человек, остальные русские.
Согласно карте профессора С. С. Куторги 1852 года деревня называлась Фалелеева и состояла из 64 дворов.

ФАЛЕЛЕЕВА — деревня коллежского асессора Фредрикса, 19 вёрст по почтовой дороге, а остальное по просёлкам, число дворов — 45, число душ — 142 м. п. (1856 год)

ФАЛИЛЕЕВО — деревня, число жителей по X-ой ревизии 1857 года: 124 м. п., 151 ж. п., всего 275 чел.

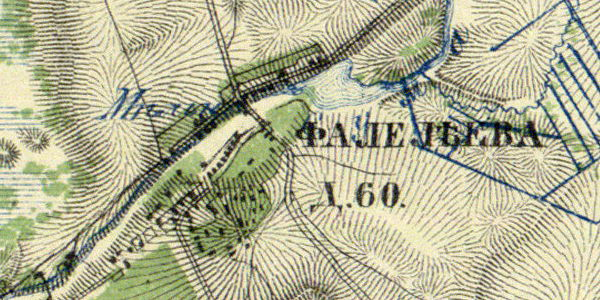
Деревня Фалилеево на карте 1860 года

Согласно «Топографической карте частей Санкт-Петербургской и Выборгской губерний» в 1860 году деревня Фалилеево насчитывала 60 дворов, в деревне была водяная мельница.

ФАЛЕЛЕЕВО — деревня владельческая при реке Суме, число дворов — 33, число жителей: 128 м. п., 151 ж. п. (1862 год)

В 1868—1869 годах временнообязанные крестьяне деревни выкупили свои земельные наделы у Ф. К. Бальц и стали собственниками земли.

ФАЛИЛЕЕВО — деревня, по земской переписи 1882 года: семей — 56, в них 148 м. п., 152 ж. п., всего 300 чел.

Согласно материалам по статистике народного хозяйства Ямбургского уезда 1887 года имение при селении Фалелеево площадью 10 десятин принадлежало гражданину города Валка А. И. Рамшу, имение было приобретено в 1873 году за 3000 рублей, в имении была своя водяная мельница.
Сборник Центрального статистического комитета описывал её так:

ФАЛИЛЕЕВА (ФЛЕЛЕЕВА) — деревня бывшая владельческая, дворов — 54, жителей — 266. Лавка. (1885 год)

По земской переписи 1899 года:

ФАЛИЛЕЕВО — деревня, число хозяйств — 53, число жителей: 134 м. п., 158 ж. п., всего 292 чел.;
 разряд крестьян: бывшие владельческие; народность: русская

В конце XIX — начале XX века деревня административно относилась к Ратчинской волости 2-го стана Ямбургского уезда Санкт-Петербургской губернии. По приходским данным население деревни было смешанным — финско-русским.
С 1917 по 1923 год деревня Фалилеево входила в состав Фалилеевского сельсовета Ратчинской волости Кингисеппского уезда.
С 1923 года в составе Котельской волости.
Согласно данным переписи населения СССР 1926 года в деревне Фалилеево проживали 280 человек — большинство русские, а также эстонцы.
С 1927 года в составе Котельского района.
С 1928 года в составе Кайболовского сельсовета. В 1928 году население деревни Фалилеево также составляло 280 человек.
Согласно топографической карте 1930 года деревня насчитывала 64 двора.
С 1931 года в составе Кингисеппского района.
По данным 1933 года деревня Фалилеево входила в состав Кайболовского сельсовета Кингисеппского района.

План деревни Фалилеево. 1938 год

Согласно топографической карте 1938 года деревня насчитывала 62 двора. На северной окраине деревни находилась школа, на северо-восточной — родники, на южной окраине деревни находился брод через реку Сума..
Деревня была освобождена от немецко-фашистских оккупантов 29 января 1944 года.
С 1954 года в составе Удосоловского сельсовета.
В 1958 году население деревни Фалилеево составляло 107 человек.
С 1959 года вновь в составе Кайболовского сельсовета.
По данным 1966, 1973 и 1990 годов деревня Фалилеево также находилась в составе Кайболовского сельсовета Кингисеппского района.
В 1997 году в деревне Фалилеево проживали 1108 человек, деревня входила в состав Кайболовской волости с административным центром в деревне Домашово, в 2002 году — 1027 человек (русские — 92 %), в 2007 году — 1091.

## География
Деревня расположена в западной части района на автодороге 41К-111 (Перелесье — Гурлёво).
Расстояние до ближайшей железнодорожной станции Котлы — 18 км.
Через деревню протекает река Сума.

## Демография
| 1862 | 2007  | 2010 | 2017  |
| ---- | ----- | ---- | ----- |
| 279  | ↗1091 | ↘831 | ↗1062 |

### Национальный состав
Согласно данным Всероссийской переписи населения 2021 года в деревне проживали 997 человек, из них:
 русские — 975, таджики — 4, украинцы — 4, армяне — 2, вепсы — 1, ижорцы — 1, другие национальности — 6 человек, остальные национальность не указали.

## Улицы
Дачная, Дачный переулок, Запрудная, Полевая, Речная, Садовая, Садовый переулок, Торговая площадь.